# Louisette Rousseau
Pour les articles homonymes, voir Rousseau.
Louisette Rousseau, née Louise Alice Rousseau, est une actrice française, née à Segré (Maine-et-Loire) le 2 décembre 1906 et morte le 15 septembre 1976 à Créteil (Val-de-Marne).

## Filmographie

### Cinéma
- 1931 : Il est charmant de Louis Mercanton
- 1954 : Leguignon guérisseur de Maurice Labro
- 1955 : Les Carnets du Major Thompson de Preston Sturges : La cuisinière
- 1955 : Elena et les Hommes de Jean Renoir
- 1955 : Marie-Antoinette reine de France de Jean Delannoy
- 1955 : Tant qu'il y aura des femmes d'Edmond T. Gréville
- 1956 : Comme un cheveu sur la soupe de Maurice Regamey : Une auditrice au cabaret
- 1956 : L'Homme à l'imperméable de Julien Duvivier : La religieuse qui ramène le paquet
- 1956 : Notre-Dame de Paris de Jean Delannoy
- 1957 : Mimi Pinson de Robert Darène
- 1957 : Le Septième Ciel de Raymond Bernard : La générale à l'inauguration
- 1958 : Les Vignes du Seigneur de Jean Boyer
- 1959 : Le Baron de l'écluse de Jean Delannoy : La femme de l'éclusier
- 1959 : Messieurs les ronds-de-cuir d'Henri Diamant-Berger : La dame du train
- 1960 : Les Distractions de Jacques Dupont
- 1960 : Les Mordus de René Jolivet : La patronne
- 1960 : La Princesse de Clèves de Jean Delannoy
- 1960 : Les Tortillards de Jean Bastia : La concierge
- 1961 : Un cheval pour deux de Jean-Marc Thibault : La concierge
- 1962 : La Guerre des boutons d'Yves Robert : La mère Bécaillé
- 1962 : Césarin joue les étroits mousquetaires d'Émile Couzinet
- 1962 : Du mouron pour les petits oiseaux de Marcel Carné
- 1964 : Fantomas d'André Hunebelle
- 1964 : Les Mordus de Paris de Pierre Armand
- 1965 : Mes femmes américaines (Una moglie americane) de Gian Luigi Polidoro : Une call girl
- 1975 : L'Incorrigible de Philippe de Broca : L'habilleuse de Tatiana

### Télévision
- 1960 : Les Cinq Dernières Minutes, épisode Au fil de l'histoire de Claude Loursais
- 1961 : Le Théâtre de la jeunesse : Cosette d'après Les Misérables de Victor Hugo, réalisation Alain Boudet
- 1962 : L'inspecteur Leclerc enquête de Marcel Bluwal, épisode : Signé Santini, (Série TV)
- 1963 : Commandant X - épisode : Le dossier Elisabeth Grenier de Jean-Paul Carrère
- 1967 : Les Cinq Dernières Minutes : Finir en beauté de Claude Loursais
- 1968 : Les Cinq Dernières Minutes, épisode Tarif de nuit de Guy Séligmann
- 1972 : De sang froid d'Abder Isker
- 1974 : Un curé de choc (26 épisodes de 13 minutes) de Philippe Arnal
- 1975 : Les Compagnons d'Eleusis de Claude Grinberg : La concierge